# Credito formativo accademico
Il credito formativo accademico (in acronimo CFA) è una modalità utilizzata in Italia dagli istituti del settore dell'Alta formazione artistica, musicale e coreutica per misurare il carico di lavoro richiesto allo studente per il conseguimento di un diploma accademico.
In particolare, il DPR 8 luglio 2005, n. 212 - emanato ai sensi della 21 dicembre 1999, n. 508 - all'art. 6 comma 1 dispone che:
Mentre per il riconoscimento degli studi effettuati negli ordinamenti accademici previgenti la stessa norma all'art 12 comma 5 dispone che:
Da ciò si deduce che il credito formativo accademico (CFA) è analogo al credito formativo universitario (CFU), tuttavia non è chiaro se l'accesso alle lauree magistrali universitarie (LM) è possibile solo con i previgenti ordinamenti in quanto già lauree, oppure anche con i trienni sperimentali non ancora valutati come lauree.
Il decreto del Ministero dell'università e della ricerca 1 marzo 2012 n. 50 ha definito le corrispondenze tra i crediti acquisiti nei corsi quadriennali del previgente ordinamento ed i crediti previsti dai corsi di diploma accademico di primo livello.